# Gynoplistia (Gynoplistia) brassi
Gynoplistia (Gynoplistia) brassi is een tweevleugelige uit de familie steltmuggen (Limoniidae). De soort komt voor in het Australaziatisch gebied.